# Māmā Zeynab
Māmā Zeynab (persiska: ماما زيناب, مُحَمَّد زِينَب, Māmā Zeynāb) är en ort i Iran.   Den ligger i provinsen Kohgiluyeh och Buyer Ahmad, i den centrala delen av landet, 500 km söder om huvudstaden Teheran. Māmā Zeynab ligger 1 150 meter över havet och antalet invånare är 321.
Terrängen runt Māmā Zeynab är bergig västerut, men österut är den kuperad. Runt Māmā Zeynab är det ganska glesbefolkat, med 47 invånare per kvadratkilometer. Närmaste större samhälle är Līkak, 15,7 km sydväst om Māmā Zeynab. Omgivningarna runt Māmā Zeynab är i huvudsak ett öppet busklandskap.